# 라 푸에르사 델 데스티노
《라 푸에르사 델 데스티노》(스페인어: La fuerza del destino)은 2011년 방영된 멕시코의 텔레노벨라이다.